# I giocatori
I giocatori, Op. 63 (in russo Igroki?), è un'opera incompiuta di Dmitrij Dmitrievič Šostakovič del 1941-1942, su un libretto basato sulla commedia di Nikolai Gogol I giocatori (1842). Il primo atto, sopravvissuto, dura circa 47 minuti.

## Storia
Šostakovič, che stava cercando di scrivere ogni parola della commedia di Gogol, abbandonò l'opera in quanto troppo lunga e difficile da maneggiare. Ritornò su quest'opera verso la fine della sua vita, riutilizzando materiale dall'ouverture nello scherzo della Sonata per viola e pianoforte (1975).

## Completamento di Meyer
L'opera fu completata da Krzysztof Meyer quando Die Spieler fu presentata a Leningrado nel 1978.

## Incisioni
- Šostakovič I giocatori, Bolshoi Theatre Orchestra, dirett. Andrei Chistyakov
- Šostakovič I giocatori, con Il naso dello stesso compositore, dirett. Gennady Rozhdestvensky
- Šostakovič I giocatori; con Il violino di Rothschild di Veniamin Fleishman. Royal Liverpool Philharmonic Orchestra, Vasilij Ėduardovič Petrenko  2008
- Šostakovič/Meyer Die Spieler (completion) Michail Jurowski, Capriccio Records